# Klaus Berntsen
Klaus Espen Berntsen (12. juni 1844 i Eskildstrup (i dag Faaborg-Midtfyn Kommune) – 27. marts 1927 i København) var en dansk højskolemand og politiker fra Venstre. Han var konseilspræsident (statsminister) fra 1910 til 1913. Berntsen sad i Folketinget 1873-1884 og igen 1886-1926, tilsammen 51 år, og er dermed det længstsiddende folketingsmedlem nogensinde.

## Biografi
Klaus Berntsen blev født i Eskildstrup på Midtfyn i et gårdmandshjem, hans forældre var Espen Berntsen og Christiane f. Christensen. Hans første skolegang var i den lille rødkalkede skole ved siden af kirken i Søllinge. Skolen står i dag som et museum. Hjemmet var grundtvigsk præget, og under påvirkning af Christen Kold stiftede han en friskole, og senere blev han højskoleforstander i Særslev ved Bogense.
Han var stærkt politisk interesseret, og med sine gode talegaver og slagfærdighed var han medvirkende til at få den fynske bondestand til at tilslutte sig Venstre, der jo på det tidspunkt endnu var et ungt parti. Han var ligeledes med til at stifte dagbladet Fyns Tidende, og han var særdeles aktiv i kommunalpolitik. 
I 1873 kom han i Folketinget for Bogensekredsen. Han trak sig i 1884. I 1886 blev han igen valgt, denne gang i Assenskredsen, som han repræsenterede i de følgende 40 år indtil 1926. Han er således den person, der har siddet længst i Folketinget, i alt 51 år. Politisk hørte han altid til Venstres moderate fløj, og han var således med i forliget med Højre i 1894 der førte til J.B.S. Estrups fald. Som følge af tilknytningen til det Moderate Venstre opnåede han først i 1908 en ministerpost i Niels Neergaards ministerium, hvor han blev indenrigsminister. 
I 1910 blev han selv konseilspræsident samt forsvarsminister og sad på disse poster indtil 1913, hvor han måtte afgive magten til den radikale Carl Theodor Zahle. Hans mest betydningsfulde indsats må nok siges at være arbejdet med den nye Grundlov af 1915, som han fremsatte den 23. oktober 1912. Hovedsagen for Berntsen var, at den privilegerede valgret til Landstinget blev ophævet. 
Fra 1920 til 1922 var han forsvarsminister i Neergaards anden regering. Fra 1922 til 1924 minister uden portefølje (i samtiden kaldt "erfaringsminister") i Neergaards tredje regering. 
Berntsen blev Ridder af Dannebrog i 1892 og Dannebrogsmand i 1907. Han fik kommandørkorset af 1. grad i 1911. Få dage før folketingsvalget 21. september 1920 fik han Storkorset af Dannebrog.
Han boede Livjægergade 5, 4. sal i København ved folketællingen 1. februar 1890.